# Iglesia de Santo Domingo de Silos (Rillo)
La iglesia de Santo Domingo de Silos es una iglesia parroquial situada en la localidad turolense de Rillo (España). Se trata de un templo construido en la segunda mitad del siglo XVIII, dedicado a Santo Domingo de Silos, copatrón del municipio.
La iglesia es de mampostería, con planta de tres naves de cuatro tramos. La nave central cubre cada uno de sus tramos con una cúpula vaída, aunque a medida que se aproximan al presbiterio toman una forma más elíptica. Las naves laterales están cubiertas por bóvedas vaídas. El presbiterio es un ábside plano con dos capillas laterales.
Cuenta con una torre a los pies del templo, con un primer cuerpo cuadrado de mampostería y dos más de ladrillo, uno cuadrado con esquinas curvas y otro octogonal.
La portada es de estilo barroco serliano, con piedra caliza de color gris y mármol blanco que le otorga un vistoso cromatismo.